# Forças de Mobilização Popular (Iraque)
Mobilização Popular (em árabe: الحشد الشعبي al-Hashd al-Shaabi), também conhecida como Mobilização Nacional (الحشد الوَطنيّ  al-Hashd al-Watani) e como Forças / Unidades / Comitê de Mobilização Popular, ou pela sigla PMF (do inglês Popular Mobilization Forces) é uma organização guarda-chuva iraquiana patrocinada pelo Estado composta por cerca de 40 milícias e grupos paramilitares quase que exclusivamente xiitas durante a Guerra Civil Iraquiana.
A Mobilização Popular foi formada contra o Estado Islâmico do Iraque e do Levante (ISIS) através da união de milícias existentes no âmbito do "Comitê de Mobilização Popular" do Ministério do Interior iraquiano em junho de 2014. Elas são treinadas e apoiadas pelo Irã via a Força Quds do Exército dos Guardiães da Revolução Islâmica.
Algumas de suas milícias componentes são consideradas grupos terroristas por alguns estados, enquanto outras foram acusadas de violência sectária. Muitos das milícias eram antes considerados "Grupos Especiais", milícias e grupos paramilitares patrocinadas pelo Irã que inicialmente lutavam contra o governo iraquiano e a Coalizão Internacional liderada pelos Estados Unidos. Grupos-membros que se encaixam nessas definições incluem o Kata'ib Hezbollah (o Hezbollah iraquiano), Exército Mahdi e a Organização Badr.
A PMF foi acusada de ser uma nova Guarda Republicana Iraquiana, por serem leais ao governo xiita iraquiano e serem usados para controlar revoltas internas. Durante o Protestos no Iraque de 2019-2021, a organização foi acusada de matar e ferir um grande número de manifestantes e ativistas.

## Galeria

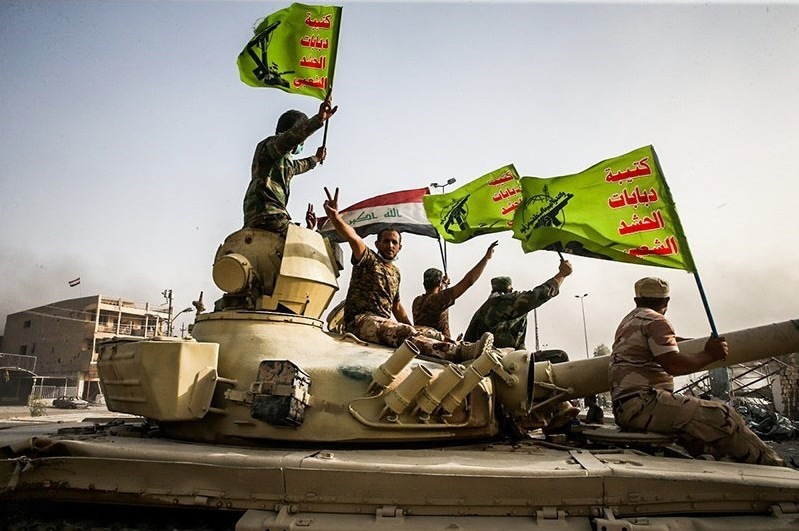
Milicianos levantam bandeiras do Iraque e PMF após uma vitória contra o Estado Islâmico
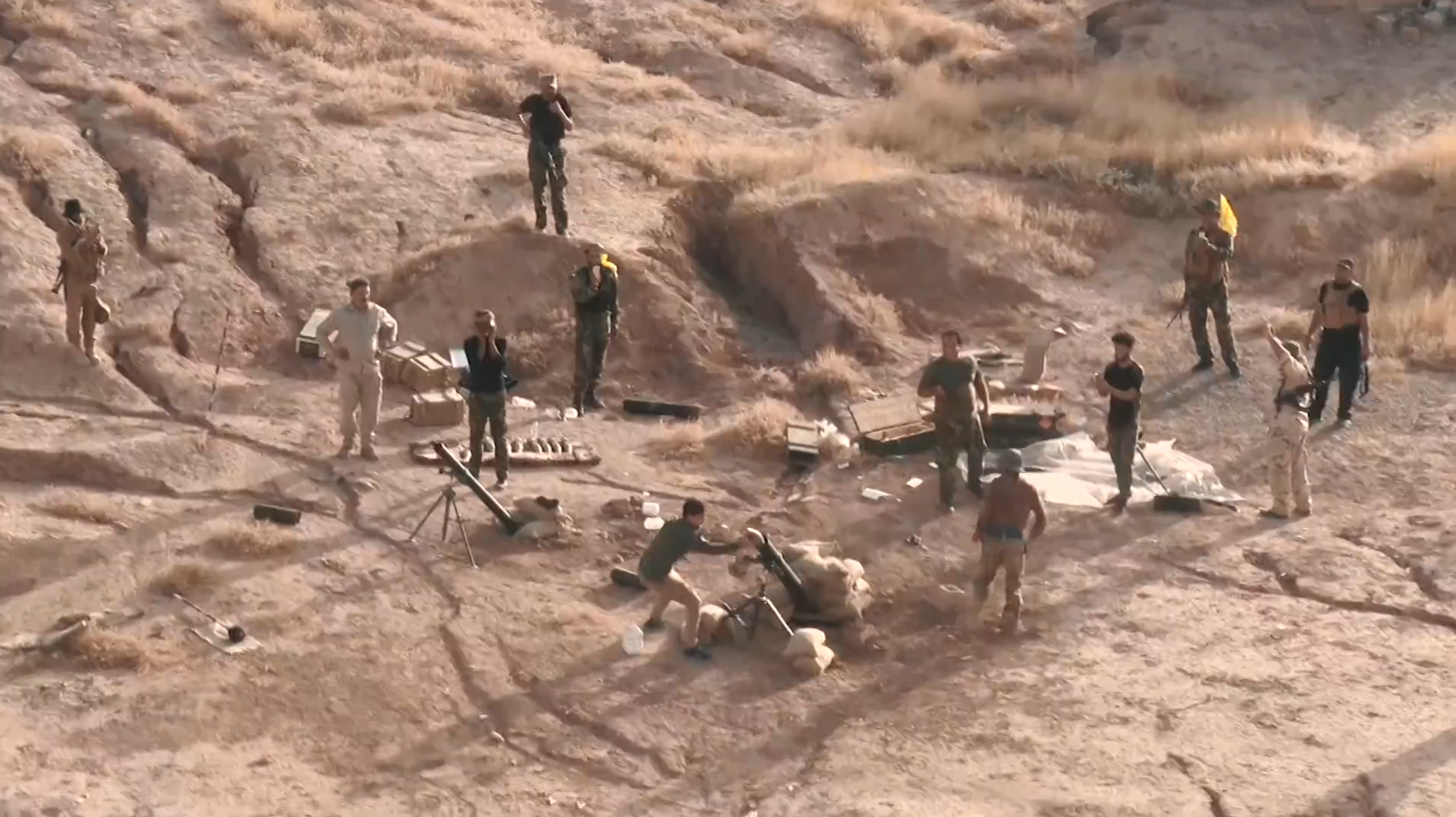
Soldados do PMF em 2017